# Conopomorpha cramerella
Conopomorpha cramerella là một loài bướm đêm thuộc họ Gracillariidae. Nó được tìm thấy ở Ả Rập Xê Út, Trung Quốc, Ấn Độ (West Bengal, Andaman Islands), Thái Lan, Brunei, Indonesia (Sumatra, Sulawesi, Irian Jaya, Java, Kalimantan, Moluccas), Malaysia (Peninsula, Sarawak, Sabah), Việt Nam, Úc, New Britain, Philippines, Samoa, quần đảo Solomon, Sri Lanka, Đài Loan và Vanuatu.
Ấu trùng ăn Cynometra cauliflora, Swietenia species, Dimocarpus longan, Litchi chinensis, Nephelium lappaceum, Nephelium litchi, Nephelium malainse, Nephelium mutabile, Pometia species (bao gồm Pometia pinnata), Cola species và Theobroma cacao. Ấu trùng đục vào tâm trái cây nơi chúng ăn hạt trong 2-3 tuần. Chúng chui khỏi quả đã ăn để hóa nhộng.
Tác động của chúng về kinh tế đối với ngành trồng cacao rất lớn.